# Pilar Santisteban
Pilar Santisteban (Villanueva de la Serena, Badajoz, 11 de enero de 1953) es una científica española, especializada en la endocrinología molecular.

## Biografía
Se licenció en Biología por la Universidad Complutense de Madrid en 1975 y realizó su tesis doctoral en Biología en la Universidad Autónoma de Madrid en 1980. Su investigación predoctoral la realizó en el Consejo Superior de Investigaciones Científicas (CSIC) estudiando la fisiología tiroidea y su regulación por el yodo. Posteriormente realizó su investigación postdoctoral becada por la Comisión Fullbright y la Fogarty Internacional, en el “National Institute of Diabetes and Digestive and Kidney Diseases", del National Institutes of Health (Bethesda, EE.UU). En este período estudió la regulación hormonal y específica de tejido de los genes de diferenciación tiroidea.
En 1987 y tras conseguir una plaza de Científico Titular del CSIC, regresó a España y estableció su grupo de investigación en el Instituto de Investigaciones Biomédicas “Alberto Sols” (IIBm) de Madrid, donde comenzó su línea de trabajo centrada en la regulación transcripcional de genes tiroideos y su papel en la diferenciación, proliferación y transformación celular. Actualmente es Profesora de Investigación del CSIC en el mismo centro, y su investigación se centra en los mecanismos moleculares y celulares que regulan la síntesis y secreción de las hormonas tiroideas en el cáncer de tiroides y el hipotiroidismo congénito.
Su carrera científica se ha completado con varias estancias sabáticas en el “European Molecular Biology Laboratory” (Heidelberg, Alemania) en 1990 y en ” Fox Chase Cancer Center” (Filadelfia, USA) en 2003.
Es autora de varias publicaciones científicas. Ha sido miembro del Comité Editorial de la revista norteamericana Endocrinology, también del Endocrine Related Cancer y comentarista de Faculty 1000, área de Medicina. Ha sido vocal de la Sociedad Europea de Tiroides y vicepresidenta de la Sociedad Española de Endocrinología y Nutrición.
Ha recibido varios premios a su trayectoria investigadora entre los que cabe destacar la Medalla de la Sociedad Española de Endocrinología y Nutrición. También ha participado en la Comisión Técnica de evaluación en el programa L´Oréal Unesco for Women in Sciences (LUWS).
De 2005 a 2009 fue gestora del Programa de Biología Fundamental, subprograma de Biología Molecular y Celular y desde 2010, es co-gestora del Programa Consolider Ingenio 2010 (Subdirección General de Proyectos de Investigación). Desde 2013 es miembro del Comité evaluador del programa Profarma de los Ministerios de (Industria-Turismo-Energía; Sanidad-Servicios Sociales e Igualdad; Economía y Competitividad).
En 2014 fue nombrada por la Secretaría de Estado de Investigación, Desarrollo e Innovación del Ministerio de Economía y Competitividad delegada española en el Consejo directivo del “Joint Research Centre” (JRC), que una Dirección General de la Comisión Europea, ubicada en Bruselas (Bélgica) que se encarga de proporcionar asesoramiento científico y técnico a la Comisión Europea y a los Estados miembros de la Unión Europea (UE) en apoyo a sus políticas.
Del 2015 al 2018 fue presidenta de la Asociación Europea de Tiroides (ETA). En la actualidad, es miembro del Comité Científico y de la Agencia Estatal de Investigación (AEI) desde abril del 2019.